# Ana Klevska
Ana Klevska (engl. Anne of Cleves, njem. Anna von Kleve (22. rujna 1515. – 16. srpnja 1557.) je bila četvrta žena engleskog kralja Henrika VIII.

## Odrastanje
Johannu III., vladaru vojvodstva Kleve (na Rajni, na granici današnje Nizozemske i Njemačke), bilo je 58 godina. Bio je protestant. U braku s Marijom od Jülich-Berg-Ravensberga dobio je četvero djece. Jedna od njih je bila kći Ana, rođena u Düsseldorfu. Čim je čuo da engleski kralj Henrik VIII. traži novu suprugu, ponudio mu je svoju kćer.
Ana je bila strogo odgojena.

## Brak s Henrikom VIII.
Thomas Cromwell, najvatreniji zagovornik braka s Anom, dojavio je Henriku:
"Svi hvale ljepotu gospe Ane, njezina lica i njezine osobe, kao veću od bilo koje druge dame. Nadvisuje sasku vojvotkinju kao što zlatno sunce nadvisuje srebrni mjesec. Svi hvale njezine vrline i poštenje, stidljivost koja se jasno prikazuje u ozbiljnosti njezina držanja."
Nesumnjivo je pretjerivao s onim što je rečeno. Kralj je bio očaran te odlučio uzeti gospu Anu bez miraza ako mu se svidi njezin portret koji bi trebao naslikati Hans Holbein.
Engleski su protestanti vjerovali da bi nova kraljica mogla biti još jedna Ana Boleyn te da će ponovno imati prijateljicu i zagovarateljicu na prijestolju. No, Henrik je očekivao da će Ana drage volje prijeći na katolički oblik bogoslužja kad postane engleska kraljica. Luteranima u Engleskoj je bilo suđeno da se u njoj razočaraju.
Princeza Marija isprva je bila očajna što će joj se otac oženiti luteranskom krivovjernicom, no s vremenom će se ipak sprijateljiti s Anom i bit će djelomično odgovorna za njezino preobraćenje na katoličanstvo.
Henrik se njome oženio 6. siječnja 1540. u nadi da bi mu mogla roditi i drugog muškog nasljednika (kraljević Eduard, jedini preživjeli Henrikov sin, bio je boležljivo dijete). U Engleskoj je uživala veliku popularnost zbog svoje dostojanstvenosti. 

## Poništenje braka
Brak se ubrzo pokazao neuspješnim, a i sukob Aninog brata Vilima, tada vojvode klevskog, s carem Svetog Rimskog Carstva učinio ga je dodatnim političkim opterećenjem za Henrika, pa je, uz Anin pristanak, poništen nakon samo 6 mjeseci.
Međutim, istina jest da se Henriku nova nevjesta fizički nije svidjela te se tvrdilo da brak nikada nije bio konzumiran.

## Kraljeva voljena sestra
Dana 9. srpnja 1540. Ana je dobila naslov engleske princeze i jedan od kraljevskih dvoraca. Dobila je počasnu titulu Kraljeve voljene sestre. Umrla je 1557. nadživjevši sve ostale Henrikove supruge. Henrik i ona održali su prijateljske odnose. Ana je njegovala dobre odnose s njegovim kćerima. Nije se preudala, ali je čitav život provela u Engleskoj.
Brojni povjesničari tvrde da je ona u pitanju braka s Henrikom djelovala najmudrije. Ipak, postoje glasine koje su tvrdile da su poslije, tijekom Henrikova idućeg braka, imali kratkotrajnu aferu. No, za to ne postoje jasni dokazi.

### Odnos s Marijom
Marija je bila istih godina i one su uspostavile toplo prijateljstvo. Marija je dijelom zaslužna za Anino prihvaćanje katoličanstva. Ana ju je otpratila do dvora kada je postala kraljica Engleske.

### Odnos s Elizabetom
Najdraža joj je bila Elizabeta: to bistro, pametno dijete. Ana je imala dobro srce i nesumnjivo je žalil djevojčicu kojoj je tako okrutno oduzeta majka. Za razliku od princa Eduarda, oko Elizabeta nije skakala vojska guvernanti i dadilja. Ana je Elizabeti pružila majčinsku ljubav. Očarala su je Elizabetina ljepota, duh i otvorena narav. Uživala je u njezinu društvu. 